# Surf Pines
Surf Pines az Amerikai Egyesült Államok északnyugati részén, Oregon állam Clatsop megyéjében elhelyezkedő önkormányzat nélküli település.
A lakóparkot 1944-ben alapította Barney Lucas, aki partnereivel az 1950-es évektől árult telkeket. Az útfelújítások finanszírozására 1969-ben létrehozták a Surf Pines Associationt. Az ingatlanok az 1980-as és 1990-es években épültek fel, 1990-ben pedig beléptetőpontot állítottak fel.

## Fordítás
- Ez a szócikk részben vagy egészben  a   Surf Pines, Oregon című angol Wikipédia-szócikk ezen változatának fordításán alapul.  Az eredeti cikk szerkesztőit annak laptörténete sorolja fel. Ez a jelzés csupán a megfogalmazás eredetét és a szerzői jogokat jelzi, nem szolgál a cikkben szereplő információk forrásmegjelöléseként.